# Filhos de Orfeu
Idoj de Orfeo (Filhos de Orfeu, em português) é um romance, escrito em Esperanto por Hendrik Bulthuis. É uma estranha aventura sobre trigêmeos idênticos. Diz-se que as histórias de Bulthuis são muito marcantes devido a suas habilidades em sempre despertar curiosidade.

## Resumo do Enredo

### Garoto da Ilha
Numa ilha vivia uma família solitária composta por um pai, uma mãe e um garotinho. Certa vez, um homem chamado Johano nadou nu até à ilha, visto que seu navio havia saído da rota enquanto ele tomava banho. Os pais o vestiram e o hospedaram por um mês, durante aquele tempo ele contou ao garoto fábulas e descreveu as cidades do continente. Depois que ele se foi, o garoto fugiu de casa num barco. Quando foi resgatado por um navio, ninguém podia entender sua língua. No porto na Rússia, o cozinheiro, Ivan, levou ele para ver a cidade, mas ficou bêbado e foi sequestrado, deixando o garoto a dormir por vários dias em um cemitério, onde ele foi achado por outros pais ao lamentarem seu próprio filho morto. Aqueles pais o adotaram. Descobriram que o garoto tinha um grande talento musical, e ele se tornou um grande mestre do violino.

### Garoto na vila Brey
Na vila Brey, Rika volta para casa um dia para achar um bebê menino em uma caixa em cima da mesa; ela o chama de Moisés. Também descobre que ele é muito talentoso e se torna um grande artista com o violoncelo.

### Garoto em Prosen
Na cidade Prúscia de Prosen um doutor é chamado para atender um circense prestes a morrer. O circense morre, mas um garoto de 16 anos com o joelho machucado é descoberto. O doutor o adota. Ele também é muito talentoso e estuda piano.

### Johano e o cozinheiro
Johano, o homem que tinha visitado a família na ilha, encontra Ivan, o cozinheiro do navio que havia sido sequestrado. Eles descobrem que o garoto da ilha está procurando por seus pais, mas tem nem mesmo ideia de como encontrar a ilha que eles vivem. Eles planejam ganhar dinheiro e sair procurando pela Rússia. No caminho eles encontram o garoto que tinha sido adotado pelo doutor, a princípio confundindo ele com o garoto que ele estão procurando. Johano deixa encaminhado seu progresso no estudo e eles continuam na sua jornada.

### Eles se encontram
Quatro anos mais tarde, em 1914, um concerto foi organizado no The Hague para o qual os três mestres foram convidados: o violinista, o violoncelista e o pianista. Quando se encontraram, eles ficaram muito chocados visto que todos os três pareciam idênticos - mesmos seus amigos não podiam negar. Eles mal podiam entender um ao outro, já que falavam três línguas diferentes.
Assim que Johano e Ivan apareceram, o trabalho de detetive começou. O pianista estava de posse um diário que havia pertencido a sua mãe. Johano reconheceu o idioma no diário como Esperanto, então eles começaram a juntar os pedaços de como os garotos haviam se separado.
Johano encontrou o pai num hospício em The Hague, já que eles foram capazes de recobrar a sanidade do pai com sua música. Aparentemente, ele também era um famoso violoncelista. Ele e sua mãe falavam Esperanto. A mãe quase foi achada viva. Johano fez os garotos aprenderem Esperanto então eles iriam poder entender um ao outro.
No fim todos foram para a ilha, porque o primeiro garoto queria se encontrar com seus pais adotivos. Lá eles se despediram de Johano, quem na verdade não era humano, mas um ser sobrenatural que havia vindo para proteger os três garotos - filhos de Orfeu.